# Реус-Петренко, Ольга Николаевна
О́льга Никола́евна Ре́ус-Петре́нко (укр. Ольга Миколаївна Реус-Петренко; род. 12 июля 1936 года в Киеве, Украинская ССР) — советская и украинская актриса, Заслуженная артистка Украинской ССР (1969).

## Биография
В 1960 году окончила Киевский государственный институт театрального искусства имени И. К. Карпенко-Карого.
С 1962 года служила актрисой в Днепропетровском театре имени Т. Г. Шевченко.
С 1974 года работала на Киевской киностудии имени А. Довженко.
Снималась в фильмах: «Педагогическая поэма» (1955); «Море зовёт» (1956); «День первый» (1958); «Украинская рапсодия» (1961); «Юркины рассветы» (1974); «Вы Петьку не видели?» (1975); «Аты-баты, шли солдаты…» (1976); «„Мерседес“ уходит от погони» (1980); «Семейное дело» (1982); «Три гильзы от английского карабина» (1983); «Благие намерения» (1984) и другие.

## Роли в кино
- 1954 — Тревожная молодость — комсомолка на собрании
- 1954 — «Богатырь» идёт в Марто
- 1955 — Педагогическая поэма — Ольга Воронова
- 1955 — Море зовёт — кассирша
- 1955 — Костёр бессмертия
- 1956 — Она Вас любит — сокурсница Ольги
- 1958 — Поэма о море — Орися
- 1958 — День первый — Катя
- 1960 — Повесть пламенных лет — учительница
- 1961 — Украинская рапсодия
- 1961 — Радость моя
- 1973 — Будни уголовного розыска
- 1974 — Юркины рассветы — Валентина
- 1974 — Трудные этажи
- 1975 — Не отдавай королеву
- 1975 — Вы Петьку не видели?
- 1975 — Простые заботы — Ольга
- 1976 — Аты-баты, шли солдаты… — подруга Любаши
- 1977 — Право на любовь — мать
- 1977 — Родные — мать
- 1979 — Поезд чрезвычайного назначения
- 1980 — «Мерседес» уходит от погони
- 1981 — Осенняя дорога к маме
- 1981 — Я — Хортица — Ганна Дмитриевна
- 1982 — Семейное дело
- 1983 — Три гильзы от английского карабина
- 1984 — Благие намерения
- 1986 — И никто на свете…
- 1986 — Приближение к будущему
- 1987 — Время летать
- 1987 — Холодный март
- 1990 — Распад
- 1990 — Красное вино победы
- 2003 — Право на защиту

## Награды и признание
- Лауреат Всесоюзного кинофестиваля (1958) за исполнение роли Кати в фильме «День первый». (Вторая премия за лучшую женскую роль (О. Петренко) ВКФ—59 в Киеве.)
- Награждена медалью «За освоение целины» (1968).
- Заслуженная артистка Украинской ССР (1969).